# Dante Sandinelli
Dante Sandinelli fue un deportista austrohúngaro que compitió en remo. Ganó una medalla de bronce en el Campeonato Europeo de Remo de 1894, en la prueba de cuatro con timonel.

## Palmarés internacional
| Representando a Trieste |                 |                   |                    |
| Campeonato Europeo      |                 |                   |                    |
| Año                     | Lugar           | Medalla           | Prueba             |
| 1894                    | Mâcon (Francia) | Medalla de bronce | Cuatro con timonel |